# Alfonso Plazas Vega
Luis Alfonso Praças Vega (Sogamoso, 21 de junho de 1944) é um militar colombiano reformado, conhecido por comandar a operação de recuperação do Palácio de Justiça durante a invasão por parte da guerrilha do Movimento 19 de abril em 1985. Foi diretor da Direção Nacional de Estupefacientes no governo de Álvaro Uribe Vélez. É casado com a senadora da Colômbia Thania Vega.